# 帶著黑花瓶的熟睡女士
《帶著黑花瓶的熟睡女士》（匈牙利語：Alvó nő fekete vázával）是匈牙利畫家羅伯特·貝雷尼於1927至1928年創作的油畫。畫作描繪了畫家身穿藍色連衣裙的妻子，靠在一張桌子旁睡著，桌上擺著一個黑色花瓶。這幅畫作於1928年售出，並在第二次世界大戰後被認為失蹤。
這幅畫作在1990年代中期被拍賣，由於當時貝雷尼的作品價值較低，畫作最終被索尼影業購得，並用於1999年電影《精靈鼠小弟》作為主角家中的場景擺設。2009年，藝術歷史學家格爾格利·巴爾基（Gergely Barki）在與女兒一起觀看電影時認出這幅畫並追蹤它的來源。該畫作當時由一位布景設計師擁有，後來被賣給了一位藝術收藏家，並於2014年以285,700美元在拍賣中售出。

## 作品內容
《帶著黑花瓶的熟睡女士》描繪了貝雷尼的第二任妻子埃塔（Eta，原姓布勞爾（Breuer））的肖像，採用了裝飾藝術風格。它被認為是貝雷尼的代表作之一。 畫中的女子留著典型的1920年代髮型，穿著藍色連衣裙，倚靠在一張桌子旁，桌上擺著一個黑色花瓶。這幅油畫呈橫向，畫布尺寸為64×87厘米（25英寸×34英寸）。畫作簽名位於左下角。
藝術歷史學家朱迪特·維拉格（Judit Virág）將《帶著黑花瓶的熟睡女士》形容為「完美的」1920年代歐洲藝術代表作，融合了當時法國、德國和俄羅斯藝術潮流的元素。

## 歷史

### 失蹤
貝雷尼可能於1927至1928年間創作《帶著黑花瓶的熟睡女士》，當時他已經從一戰後結束後，從柏林返回其家鄉匈牙利布達佩斯。這幅畫作最後一次公開展出是在1928年，當時它在厄恩斯特博物館展覽後被售出。購買者很可能是位猶太人，並在第二次世界大戰前夕或戰爭期間離開了匈牙利。當時匈牙利社會動盪，這幅畫因此被認為失蹤。

### 重新發現
1990年代中期，在聖文森特·德保羅拍賣行（St Vincent de Paul Auction House）於聖地牙哥舉行的一場慈善拍賣中，《帶著黑花瓶的熟睡女士》以40美元的價格賣給了藝術收藏家麥可·亨普斯特德（Michael Hempstead）。他將畫作以400美元的價格賣給了位於加利福尼亚州帕薩迪納的一家古董店，這是當時貝雷尼作品的市場價。隨後，這幅畫被一位布景設計師以500美元的價格從該店購得，並代表索尼影業用作電影《精靈鼠小弟》中的場景擺設。
1999年，亨普斯特德在觀看《精靈鼠小弟》時，發現這張畫出現在主角家中的背景中。亨普斯特德曾考慮找回這幅畫並將其買回，因為他知道貝雷尼的作品自從他出售這幅畫後，價格已經上漲。除了《一家之鼠》之外，這幅畫還出現在一些肥皂劇劇集裡，包括《家庭法律》（Family Law）等。布景設計師後來從電影公司購回這幅畫，並將其掛在自家住宅中。
2009年12月24日，匈牙利國家美術館的研究員兼藝術歷史學家格爾格利·巴爾基（Gergely Barki）在家中與三歲的女兒一起觀看《一家之鼠》時，認出了這幅畫。他回憶起曾見過1928年留下的該畫作黑白照片，因此毫不猶豫地識別了出來。由於當時沒有錄影設備，無法暫停或回播電影畫面，但這幅畫在電影中頻繁出現，讓巴爾基認為這幅畫不可能是印刷品或複製品，因為《帶著黑花瓶的熟睡女士》當時並不為人所熟知。隨後，巴爾基發送了40至50封電子郵件給不同的製作公司和劇組成員，試圖追蹤這幅畫的下落。
兩年後，他終於收到擁有這幅畫的布景設計師的回應。巴爾基被邀請前往美國，親自確認畫作的真實性。他在華盛頓特區的公園與該名布景設計師會面，並從熱狗攤販借來的螺絲刀的幫助下拆開畫框，最終確定了畫作的真實性。
這位布景設計師最終將畫作賣給了一位藝術收藏家，後者於2014年12月將畫作拍賣。畫作的起拍價為121,220美元，最終於12月13日以285,700美元的價格賣給了一位未具名的匈牙利收藏家。由於這幅畫的重現引起了廣泛的關注，它被譽為匈牙利最為人知的畫作。